# ماركت أوبردورف
ماركت اوبردورف (بالألمانية: Marktoberdorf) هي بلدة ألمانية تقع في ألمانيا في Ostallgäu.

## المدن التوأمة
مدينة فالدمونشن هي مدينة توأمة لـماركت اوبردورف.

## معرض صور

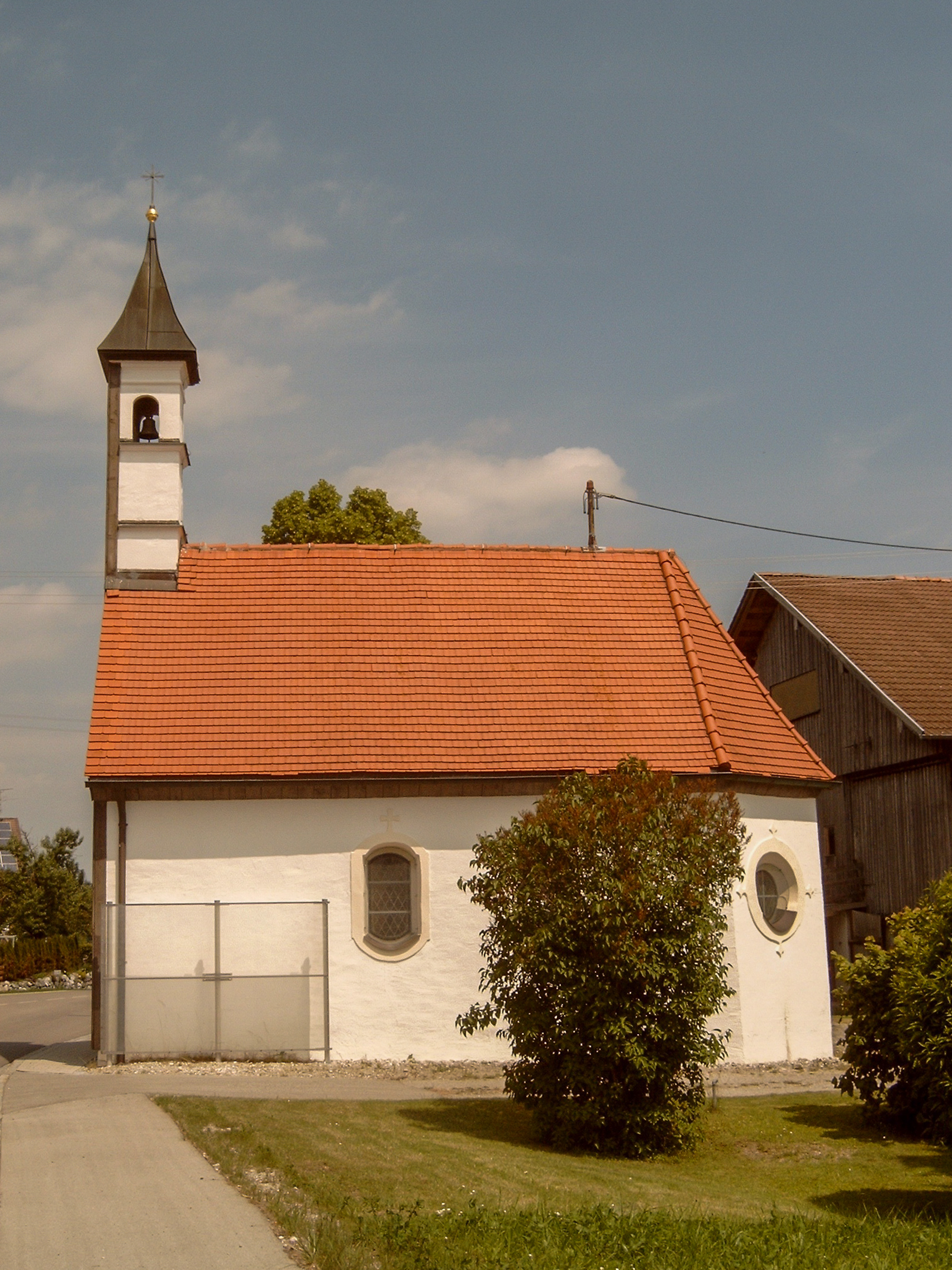
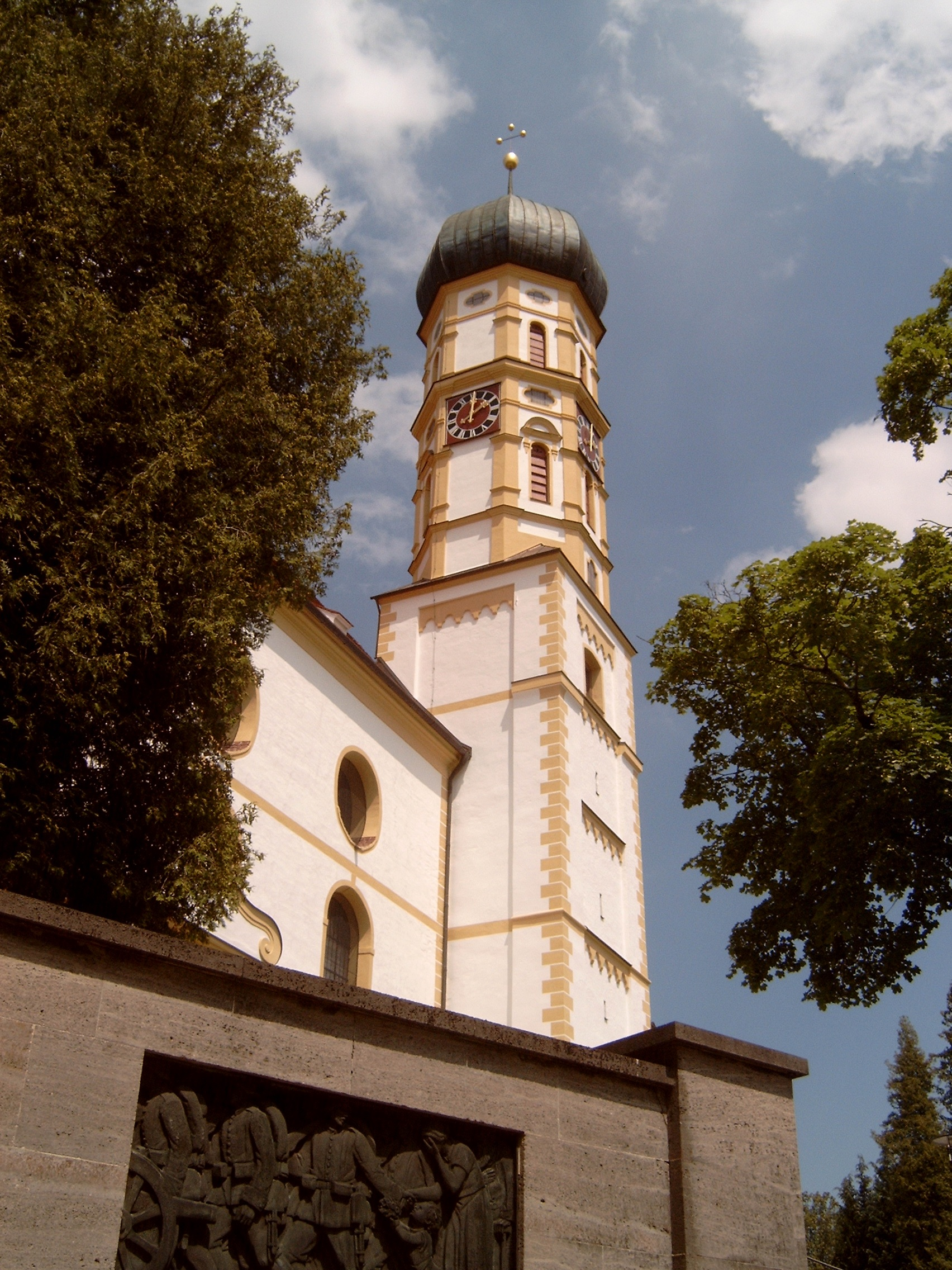
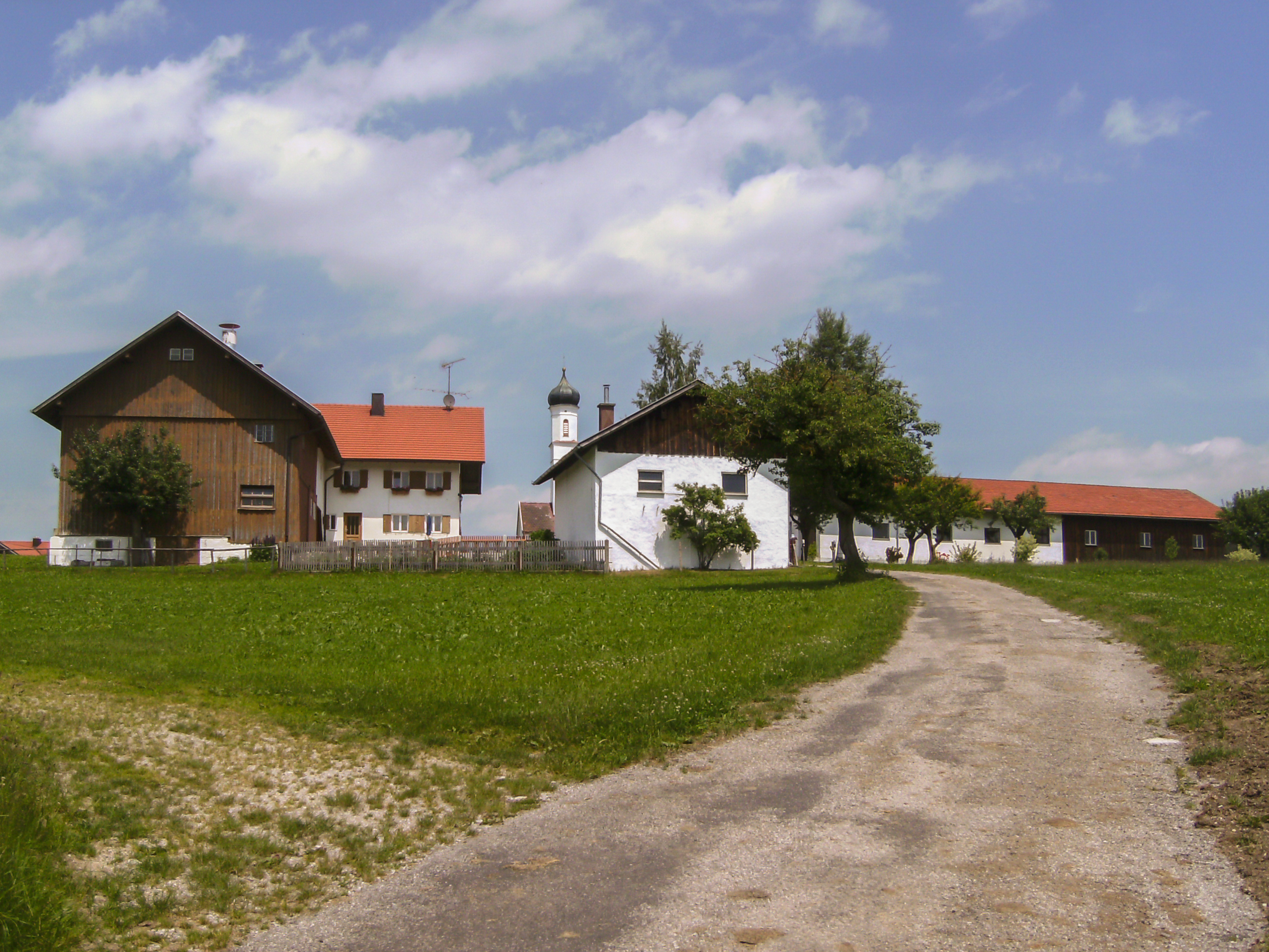

## أعلام
- فيليكس بيترمان
- يوهان جورج فيشر
- توبياس باتشونيك
- كيفن فولاند
- فرانتس هوسلر